# Sagron Mis
Sagron Mis är en kommun i provinsen Trento i regionen Trentino-Sydtyrolen i Italien. Kommunen hade 184 invånare (2018).